# Écran anti-projection
Pour les articles homonymes, voir EAP.
Un Écran Anti-Projection de salive émise (EAP ou EAPSE) est un équipement de protection collective présumé être utile dans la prévention de la transmission des infections microbiologiques aéroportées via les gouttelettes de salive. L'EAP est généralement composé d'un support et d'une visière transparente destinée à recouvrir le visage du porteur, sa bouche et son nez. L'écran anti-projection se distingue des EPI de par sa fonction de protection des autres ainsi que de l’environnement de l’utilisateur et pas uniquement de son porteur. Il est une barrière physique, de matière non perméable contrairement aux masques. Il fait barrière, de l'intérieur vers l'extérieur, à la projection de salive dans sa forme gouttelettes et micro-gouttelettes (particules habituellement de plus de 5 microns). La  salive peut comporter toute sorte de germes non pathogènes (le microbiote) ou pathogènes de type bactéries, virus (Rhinovirus, Coronavirus, Influenza virus), levures .
Ce concept de protection des autres versus le protection de soi a montré une supériorité d'efficacité de manière expérimentale chez l'animal. En effet, un chercheur Hongkongais a montré que la mise en place d'une barrière tissée (équivalent d'un masque) sur la cage d'animaux malades émetteurs (protection des autres) réduisait le nombre de cibles malades de 66.7% à 16.7% alors que lorsque cette barrière était positionnée sur la cage des animaux sains (protection de soi), la réduction n'était que de 66.7% à 25%.

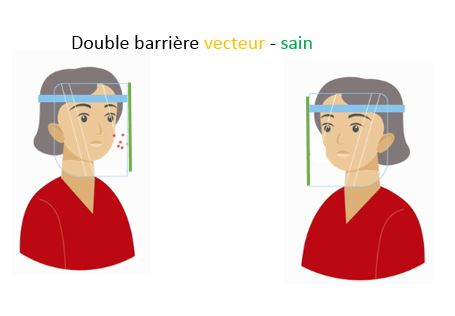
Écran anti-projection de salive émise (EAPSE)

L'écran anti-projection en port généralisé constitue une double barrière émetteur/récepteur, ce qui réduirait a priori considérablement le risque de transmission de germes via la projection de salive entre deux individus face à face.

## Histoire
Cette catégorie d'équipement s'est rapidement popularisée en France pendant la période de confinement sous le terme de visière de protection ou d'écran facial avec notamment différents mouvements de «makers» qui ont produit plusieurs millions de ce type d'équipement à l'aide d'imprimante 3D. Des réseaux de solidarité se sont organisés avec de la distribution bénévole à destination principalement des personnels hospitaliers et des professionnels. Durant cette même période de confinement, une vidéo de sensibilisation grand public a été produite afin d'alerter sur le risque des porteurs asymptomatiques et sur l'importance de la protection des autres via un masque ou un écran facial
L'organisme professionnel de prévention du bâtiment et des travaux publics (OPPBTP) a produit une fiche technique le 28 avril 2020 qui liste les avantages de l'écran facial dans une logique de protection collective à la fois protection du porteur mais également des autres.
A l'instar de la «SPEC AFNOR S76-001:2020» publiée par l’Afnor , l’AFNOR a réuni un groupe de travail en vue de créer ce qui devait être la «SPEC AFNOR S77-001:2020». Ce projet de référentiel "SPEC AFNOR S77-001:2020" ne verra jamais le jour car certaines parties prenantes comme les représentants des Organismes Notifiés, l'INRS et EUROGIP quittent le groupe de travail.Cette initiative n'ayant pu aboutir, le groupe de travail sous la direction du Président de la commission AFNOR S77A (Denis Larrue)  a publié un référentiel français pour normaliser cette catégorie d'équipement, l'EAP qui revendique la protection des autres et n'est donc soumis à aucun cadre juridique, ni normatif à ce jour.
Aux États-Unis, le concept de la protection des autres par un écran facial est également porté mi avril par un groupe de spécialistes en infectiologie et épidémiologie avec: 
- le Pr Michaël EDMOND, responsable qualité et médecin-chef adjoint des soins de santé de l'Université de l'Iowa, professeur en maladies infectieuses à l' Université de l'Iowa.
- le Pr Eli PERENCEVICH, Directeur du Centre d'Innovation (COIN), Directeur du centre de recherche clinique et des services de santé, Professeur d'épidémiologie en médecine interne à Iowa City, Iowa, 
- le Dr Daniel DIEKEMA, spécialiste en maladies infectieuses, en microbiologie clinique et en épidémiologie hospitalière à Iowa City, Iowa         
- le Dr Hilary BABCOCK spécialiste en maladies infectieuses et épidémiologiste à St Louis, 
- le Dr Tom TALBOT, spécialiste des maladies infectieuses et épidémiologiste hospitalier à Nashville, 
Ces experts publieront un avis dans la revue Jama sur l'intérêt de l'écran facial en population générale mi juin.

## Législation et recommandations

### Législation française
En France deux régimes s'appliquent:
- Si le fabricant entend classer son produit comme équipement de protection individuelle, il devra se conformer à la norme EN 166 (Standard Européen) pour la protection individuelle de l’œil. Des organismes spécialisés sont à même de réaliser les tests de conformités de ces équipements[10]. Le gouvernement français a assoupli à l'occasion de la pandémie de Covid-19 la législation applicable avec un marquage spécifique «COVID19» [11],[12]. Cet assouplissement est cependant  temporaire.
- Si le fabricant entend protéger les autres de la salive émise par le porteur et ne souhaite pas classer comme conforme à la norme EN 166, la mise sur le marché est libre à la condition indiquée par la DGE «qu’aucune mention ne puisse laisser entendre que la visière servirait de protection du porteur contre le Covid-19 ou tout autre agent biologique»[13].

### Recommandations françaises et internationales

#### En France
Le HCSP dans son avis du 24 avril 2020 considère que "les visières peuvent être utilisées ...par des personnes....ne pouvant porter un masque (ex. sportifs, etc.). Ces écrans sont à usages multiples et peuvent être facilement désinfectés".
L'OPPBTP, organisme professionnel de prévention du bâtiment et des travaux publics préconise cet équipement pour se protéger des risques de contagion liés au coronavirus Covid 19.
"Cet équipement peut faire office d'équipement de protection de l'extérieur vers l'intérieur et vice et versa, notamment si le port est collectif. En effet :
- Il permet de protéger une grande partie du visage, notamment les yeux, le nez et la bouche, simultanément des projections directes de gouttelettes et de postillons, de l’intérieur vers l’extérieur et vice et versa ;
- Il limite le risque de se toucher le visage avec les mains ; 
- Il se retire sans exposer le visage au risque d’être touché par les mains ; 
- Il est facile à porter de façon permanente, il n’est source d’aucune gêne pour la respiration et évite la formation de buée en cas de port d’un masque de protection respiratoire.
- Il facilite les échanges sociaux (visage visible) et la compréhension de la parole"
Un groupe de travail restreint de l'AFNOR ayant pour projet de proposer un référentiel SPEC AFNOR S77-001:2020 entre mi avril et mi mai a également listé d'autres éléments intéressants versus le masque comme:
- la meilleure tolérance aux âges extrêmes de la vie (petite enfance et seniors),
- le caractère adapté aux personnes malentendantes car permettant la lecture labiale.

#### A l'étranger
Singapour, exemplaire dans sa gestion de la crise, avec un taux de mortalité maîtrisé, propose d'alléger la contrainte du port masque au profit de l'écran facial pour les situations ou groupes suivants à compter du 2 juin 2020:
- Les enfants de douze ans et moins, qui peuvent avoir de la difficulté à porter et à garder des masques faciaux pendant une période prolongée;
- Les personnes ayant des problèmes de santé pouvant entraîner des difficultés respiratoires ou d'autres problèmes médicaux lorsqu'un masque est porté pendant une période prolongée; et
- Les personnes qui s'adressent à un groupe dans une salle de classe ou lors d'un cours magistral, où elles restent en grande partie à l'endroit d'où elles parlent, et sont capables de maintenir une distance de sécurité loin de toute autre personne.

L'État d'Oregon et son service de santé (OHA) recommande une "protection des autres" via tout dispositif qui couvre le visage : écran facial, masque, bandanas, écharpe sont recommandés dès le 26 juin 2020 .Le 1er Juillet, avant un week-end de vacances, le port d'un dispositif protégeant les autres par un masque ou un écran facial est rendu obligatoire dans les espaces clos par la gouverneure de l'Oregon, Kate Brown.En Pennsylvanie, depuis le 3 juillet 2020, le département de la Santé exige le port d'un revêtement facial qui peut être constitué d'un écran facial en plastique  qui couvre le nez et la bouche, particulièrement pour les patients asthmatiques, ayant des problèmes dermatologiques ou chez les enfants. L'écran facial est également proposé en alternative pour certaines personnes dans les États du Minnesota, de Washington , de Philadelphie .

## Etudes expérimentales et réelles sur l'écran facial

### Port de l'écran facial par le récepteur ou la cible
En utilisant un simulateur de toux pour étudier l'exposition des travailleurs de la santé aux gouttelettes d'aérosol, l'équipe de William G. Windsley  a montré que lors du test d'un aérosol projeté avec un diamètre médian volumique (VMD) de 8,5 μm et chargé de virus grippal, le port d'un écran facial réduit considérablement l'exposition par inhalation du travailleur de 96% dans la période immédiatement après une toux. L'écran facial a également réduit la contamination de surface d'un respirateur de 97%. Lorsqu'un aérosol contre la toux plus petit était utilisé (VMD = 3,4 μm), l'écran facial était moins efficace, ne bloquant que 68% de la toux et 76% de la contamination de surface. Dans la période de 1 à 30 minutes après une toux, pendant laquelle l'aérosol s'était dispersé dans toute la pièce et les particules plus grosses s'étaient déposées, l'écran facial a réduit l'inhalation d'aérosol de seulement 23%. L'augmentation de la distance entre le patient et le travailleur à 183 cm (72 pouces) a réduit de 92% l'exposition à la grippe survenue immédiatement après une toux. Ces résultats ont été obtenus en mettant un écran facial uniquement sur le récepteur sans barrière au niveau de l'émetteur.
Cette étude laisse présager une efficacité encore supérieure si l'émetteur et la cible sont dotés d'un EAP ou EAPSE.
De la même manière, en utilisant un simulateur de toux, Ayala Ronen et col avec son équipe de chercheurs de l'Institut de Recherche en Biologique Israélien (IRBI), du département de physique de l'environnement et du département de chimie physique  a  montré l'efficacité de l'écran facial comme barrière protectrice. L'équipement de protection testé était porté sur une tête de "mannequin cible" simulant la respiration humaine. Un calibreur de particules aérodynamiques (APS) a été utilisé pour analyser la concentration et la distribution de taille des petites particules qui atteignent les voies respiratoires de la tête du "mannequin cible".En outre, des papiers sensibles à l'eau ont été collés sur et sous l'équipement de protection testé, et ont ensuite été photographiés et analysés.
Dans le cas de l’exposition frontale, pour le diamètre des gouttelettes de plus de 3 μm, l’efficacité de l'écran facial dans le blocage des gouttelettes de toux s’est trouvée comparable à celle des masques chirurgicaux réguliers, avec une protection accrue pour les parties du visage que le masque ne couvre pas. En outre, pour les particules plus fines, jusqu’à 0,3 μm de diamètre, un écran facial bloque environ 10 fois plus de particules fines que le masque chirurgical. Lorsque l’exposition a été considérée par le côté, les performances de l'écran facial  se sont trouvées dépendre considérablement de sa géométrie. Les auteurs estiment que l'utilisation d'écrans faciaux comme alternative aux masques médicaux doit être envisagée.
Une étude a été menée en situation réelle d'exposition sur 31 professionnels de la santé entre septembre et décembre 2021 pour savoir si les masques N95 étaient contaminés sous un écran facial alors que les soignants étaient exposés aux patients avec des soins générant des aérosols. Tous les échantillons ont été prélevés auprès de professionnels de la santé soignant des patients atteints de COVID-19 sur un Optiflow (AGP) à haut débit et à forte humidité. Au total, 330 échantillons individuels ont été obtenus à partir de 31 masques et 26 écrans faciaux dans 12 chambres de patients. Sur les 330 échantillons, aucun échantillon n'était positif pour le SARS-CoV-2 par RT-PCR. Des contrôles positifs ont été effectués avec succès en laboratoire pour confirmer que le virus était récupérable à l’aide de ces méthodes. En plus, 29 (94 %) des 31 professionnels de l’étude ont eu un contact physique avec leur patient. Dans l’ensemble, la contamination des masques chez les professionnels de la santé n’était pas détectable lors du port d’écrans faciaux, malgré le contact avec les patients et l’exécution de manœuvres générant des aérosols.

### Port de l'écran facial par l'émetteur
Verma et al  ont évalué la performance de l'écran facial comme contrôle à la source, ils ont utilisé un simulateur de toux, de la fumée synthétique et deux lasers (horizontal et vertical) ; en plaçant un écran facial en plastique, ils ont constaté que les particules de fumée se répandaient derrière l'émetteur. Le nombre et la distribution des particules émises, ni la diminution de la concentration avec la distance n'ont été quantifiés. Le traceur utilisé était une fumée générée à haute température et non un aérosol liquide reproduisant physiologiquement et physiquement la salive. L'écran facial était positionné en position semi-ouverte facilitant la sortie d'un panache d'air expiré vers l'avant. Les durées d'observation ne sont pas comparables entre les différents dispositifs.
William G. Lindsley et col.  ont mis en œuvre un protocole expérimental avec une tête de mannequin dans un cylindre étroit  avec un compteur particulaire collectant par aspiration forcée le flux particulaire émis. Le simulateur d'aérosol simulant la toux propulsait de petites particules d'aérosol (0 à 7 µm) d'une tête équipée de différents revêtements du visage. Un masque de type N95 a réduit 99%  de l'aérosol contre la toux, un masque de procédure de qualité médicale a réduit de 59% (SD 6,9%), un masque facial en tissu de coton 3 plis   51% (SD 7,7%) , et un cache-cou en polyester réduit de 47% (SD 7,5%) en une seule couche et à 60% (SD 7. 2%) lorsqu'il est plié en une double couche. En revanche, l'écran facial n'a bloqué que 2% (ET 15,3%) de l'aérosol contre la toux. Ces résultats suggèrent que les masques faciaux et les protège-nuques sont préférables aux écrans faciaux en tant que dispositifs de contrôle à la source des aérosols contre la toux dans une configuration peu réaliste loin d'une configuration de vie réelle.

Les auteurs israéliens Ayala Ronen et col de l'Institut de Recherche de Biologie Israélien (IRBI) ont simulé dans leur étude d'autres scénarios qui incluaient le port de l'écran anti-projection par le simulateur de toux lui-même. Pour cette configuration, aucune particule n'a pu être identifiée au voisinage de la tête du mannequin, ni par l'APS ni par les papiers sensibles à l'eau. La conclusion des auteurs est que le port d'un écran facial à l'émission  protège l'environnement et les autres.

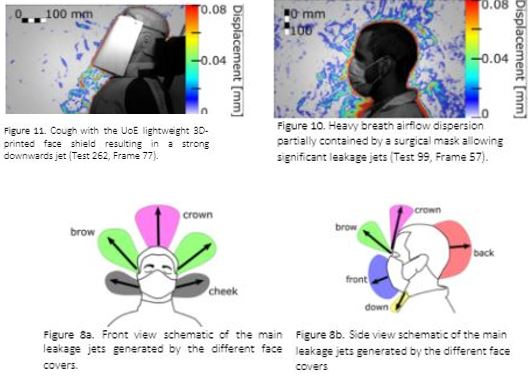
Face Coverings, comparaison mask vs face shield

I. M. Viola et col., chercheurs au School of Engineering, University of Edinburgh ont utilisé l’imagerie Schlieren (BOS), pour comparer plusieurs types de protections faciales (masque chirurgical, masque maison, écran facial commercial et écran facial imprimé en 3D). Les résultats ont montré que pendant la respiration calme, profonde et la toux, aucun flux vers l'avant n’était discernable pour le bouclier facial léger imprimé en 3D. Pour les masques chirurgicaux, l’air expiré a parcouru plus de 23,7 cm. Les distances maximales parcourues par les flux d’air (couronne, front, jets latéraux et arrière) étaient toutes plus importantes  pour le masque chirurgical que pour le bouclier facial. Les écrans faciaux génèrent des flux d’air particulièrement importants vers le bas alors qu’aucun écoulement n’était perceptible avec le masque chirurgical dans cette direction : il semble plus souhaitable de diriger le flux de particules infectées vers le sol plutôt que de les laisser s’échapper en direction du récepteur.
Une étude menée par Venugopal Arumuru  et col. a reproduit le comportement de différents dispositifs lors d'un éternuement simulé. Cet éternuement a été reproduit par un dispositif d'air sous pression, d'électrovanne et  d'un traceur particulaire HORIBA 950 LAV2 de taille moyenne 14µm, propulsé avec une vitesse moyenne de l'air de 40m/s à la sortie de la buse. Un faisceau de lumière formée d'un laser de 5 mW  par la source laser a permis de visualiser les flux et les distances de projection. Une caméra vidéo standard (Canon EOS 6D DSLR) faceau faisceau laser a été utilisée pour suivre l'évolution de l'éternuement.
Les auteurs constatent que "l'écran facial fait un excellent travail pour bloquer les particules se déplaçant vers l'avant". Cependant, une quantité importante de particules s'échappent vers le bas et parcourent une distance de 1 pied dans la configuration retenue. Le masque chirurgical semble être le moyen le moins efficace de prévenir les fuites de particules qui parcourent une distance de 2,5 pieds, Le masque N-95 empêche complètement la fuite des particules de traceur dans leens avant, cependant elles fuient et voyagent dans le sens inverse jusqu'à une distance de 2 pieds. Les masques en coton deux ou trois couches fuient sur 1.5 pied vers l'avant.

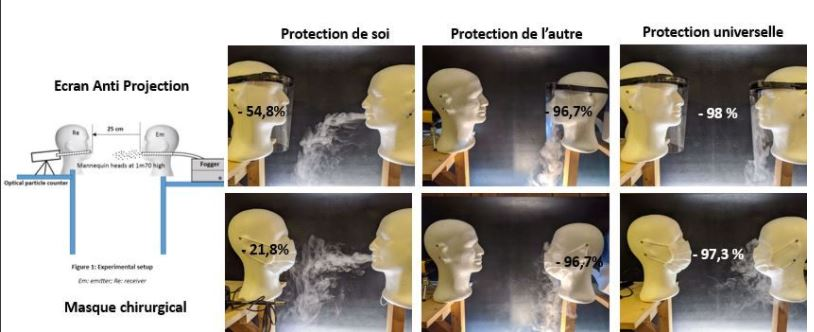
Banc d'essai 6 configurations comparées

Une équipe française J.M. Wendling et col.  a mis en œuvre pour la première fois en août 2020 une évaluation comparative expérimentale du gold standard (masque chirurgical) et de l'écran anti projection. Deux têtes de mannequin ont été positionnées à 1,70 m de haut et à 25 cm l'une de l'autre. Un générateur d'aérosols a été utilisé (vitesse de 5 m/s) venant de la bouche de l'émetteur vers la tête du récepteur. Un compteur de particules a permis d'évaluer le nombre de particules reçues sur une tête de mannequin située à une très courte distance de 25 cm. La quantité de toutes les particules reçues par la bouche du receveur a été mesurée sur des canaux de 0,3 µm, 0,5 µm 1 µm, 2,5 µm, 5 µm et 10 µm. Lorsque le récepteur seul portait un écran facial, la quantité de particules totales était réduite de 54,8%, tandis que la réduction était moindre lorsque le récepteur seul portait un masque 21,8% (p = 0,003). Le port d'un écran facial par l'émetteur seul réduisait beaucoup plus le niveau de particules reçues:  96,8% pour le masque et l'écran facial. La double protection permettait d'obtenir des résultats encore meilleurs, mais proches de la protection de l'émetteur seul: 98% de réduction pour les écrans faciaux et 97,3% pour les masques (p = 0,022). Même avec une émission de petite taille de particules (aérosols ≤ 0,3 µm), les résultats étaient du même ordre.
L'Organisme Professionnel de Prévention du Bâtiment et des Travaux Publics (OPPBTP) et le Laboratoire National d'Essai (LNE) publient leurs résultats d'expérimentation en juillet 2021 qui montrent que l'écran anti projection montre les mêmes critères d'efficacité qu'un masque grand public. Les mesures ont été effectuées sur plusieurs références d’écrans faciaux, dans différentes configurations de position relative et d'éloignement entre l’émetteur d’une toux et un visage récepteur, avec des variations sur les jets d’aérosols, la nature de l’émission, la taille des gouttelettes, la vitesse, la direction d’incidence. Les résultats de ces essais montrent des niveaux de protection équivalents pour les différents types d’écrans faciaux entre eux et en comparaison avec les masques.
Des chercheurs panaméens Thomas B. Stephenson et col. ont mis au point un nouveau système de test pour simuler la transmission de gouttelettes dans des conditions de contact rapproché en utilisant deux fausses têtes respiratoires (émetteur et récepteur) espacées de 4 pieds, l'une produisant des gouttelettes contenant un marqueur ADN. Des coupons d'échantillonnage ont été placés tout au long de la configuration du test et ensuite analysés pour la présence d'un marqueur d'ADN en utilisant une PCR quantitative. Les équipements de protection ont été placés sur la fausse tête de l'émetteur et ont permis une réduction significative de la transmission du marqueur ADN à la fausse tête du récepteur avec les niveaux de réduction suivants : masque en tissu (78,5%), masque chirurgical (89,4%) et écran facial (96,1%). Tous les EPI ont entraîné une contamination accrue de la région oculaire de la fausse tête de l'émetteur (9 525,4% en moyenne pour les masques faciaux et 765,8% pour l'écran facial). Seul le masque facial augmentait la contamination de la région du cou (207,4%), le masque facial en tissu et le masque facial chirurgical entraînant des réductions de 85,9% et 90,2%, respectivement. Cette étude démontre que les écrans faciaux peuvent fournir des niveaux de protection similaires contre l'exposition directe aux gouttelettes par rapport aux masques chirurgicaux et en tissu.
L'équipe polonaise de Dmitry Tretiakow et col  montre l’efficacité du bouclier facial dans la réduction du risque de transmission aérienne du nouveau coronavirus SARS-CoV-2 au cours de la pandémie actuelle de COVID-19 en utilisant la méthode de la dynamique des fluides computationnels (CFD). Les analyses comparatives avec et sans écran facial chez une personne virtuellement infectée et en bonne santé ont été prises en compte dans la simulation de l’environnement intérieur. En plus de l’influence du bouclier facial et de la synchronisation du processus respiratoire lors de l’utilisation de l’appareil, les auteurs ont également simulé l’effet de petits mouvements d’air sur le taux d’infection par le SRAS-CoV-2 (simulation de l’environnement extérieur). Le contact avec des particules infectieuses dans le cas sans écran facial était de 12-20 s (s), en présence d’au moins une personne qui était positive pour le SRAS-CoV-2. Si la personne infectée portait un écran facial, aucun contact avec de l’air contaminé n’a été observé pendant toute la période de simulation (80 s). Le temps de contact avec l’air contaminé (temps d’infection) diminue à environ 11 s lorsque l’air environnant est immobile et commence à se déplacer à basse vitesse. Les différences qualitatives entre les simulations effectuées sur les patients avec et sans le bouclier facial sont clairement visibles. La prévention maximale de la contagion est probablement une conséquence du port d’un écran facial par une personne infectée.

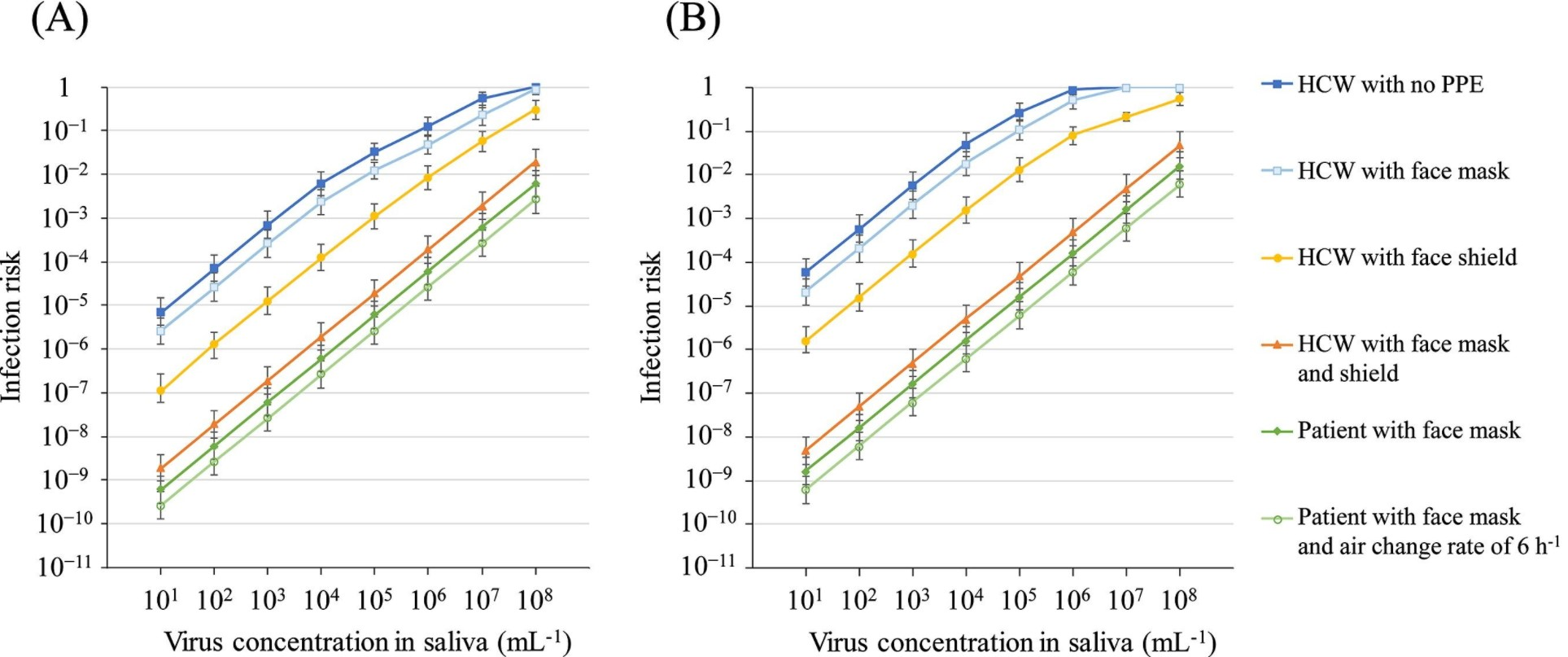
Influence du masque et de l'écran facial sur la réduction de risque d'exposition

Des chercheurs japônais Atsushi Mizukoshi et col. ont analysé plusieurs scénarios de temps de contact moyen (MCT) et de temps de contact long (LCT) sur une journée de soins par un travailleur de la santé a été étudié. Le SARS-CoV-2 présent dans les particules émises par la toux, la respiration et les vocalises (uniquement dans le scénario LCT) du patient a été pris en compte. La contribution de chaque voie d'infection par le SRAS-CoV-2 d'un travailleur sanitaire dépendait de la concentration du virus dans la salive du patient. Concernant l'efficacité des interventions non pharmaceutiques, le risque relatif (RR) pour un travailleur de la santé avec une intervention versus un travailleur de la santé sans intervention était de 0,36-0,37 pour un masque, 0,02-0,03 pour un écran facial et <4,0 × 10-4 pour un masque facial plus écran facial, respectivement, pour une concentration médiane probable de virus dans la salive (10e2-10e4 PFU mL-1), ce qui suggère que l'équipement de protection individuelle réduit le risque d'infection de 63%→99,9%. La protection par écran facial était meilleure que celle par masque dans tous les scénarios.
Branson Chea et col. de la Faculté de Génie et des Sciences Appliquées de l'Ontario Tech University montrent que les couvre-visages N95 et écran facial portés offrent une protection significative à la personne non infectée dans des conditions atmosphériques statiques et dynamiques. La performance de l'écran facial sur les distances des flux émis était toujours un peu meilleure avec des coefficients d'atténuation de 0,28 (N95) et 0,27 (écran facial)  respectivement.
Chen Zhang et col. ont reproduit une situation d'exposition grâce à 2 mannequins thermiques respiratoires grandeur nature (un individu source et un individu cible). Les mannequins avaient une hauteur de 1,68 m. Les deux mannequins étaient reliés à un poumon artificiel pour générer une respiration périodique. La fréquence respiratoire était de 16 min −1 et le débit de ventilation pulmonaire était de 9,32 l/min, correspondant à une femme moyenne avec un niveau d'activité de 1,4 met. Quatre types d'EPI et deux types de barrières physiques ont été testés dans cette étude : masque chirurgical, écran facial ouvert, écran facial fermé, écran buccal. Les EPI réduisent l'impulsion du jet d'expiration du mannequin source et évitent la pénétration directe du jet d'expiration dans la région d'inhalation du mannequin cible, où l'indice d'exposition se rapproche de 1. En comparant l'efficacité de différents types d'EPI, l'écran facial ouvert et la visière buccale sont les EPI les plus efficaces pour prévenir l'exposition à l'air à une distance de 0,35 m, suivis de l'écran facial fermé et du masque chirurgical.

## Données épidémiologiques de type observationnelles et interventionnelles

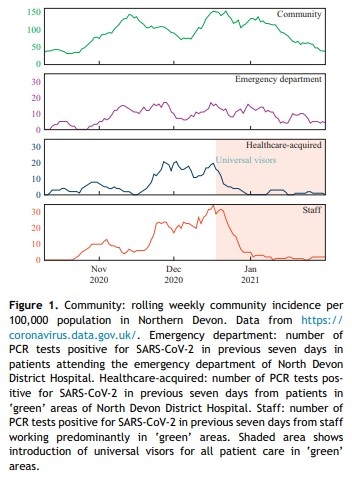
Courbe d'évolution des cas après mise en place de la visière

Dans le North Devon District Hospital, la visière pour les soins aux patients dans l'ensemble de l'hôpital a été introduite à la mi-décembre 2020 : il a été constaté un arrêt presque immédiat des infections nosocomiales chez les patients et le personnel dans les zones " vertes ". Bien que cette expérience puisse suggérer que la protection des muqueuses nasales et conjonctivales des travailleurs de la santé peut réduire de manière significative le risque de COVID-19 nosocomial, ces résultats sont identiques à ceux constatés avec des baisses similaires des taux d'infection pouvant être attribuées à une utilisation plus large des masques FFP3. 

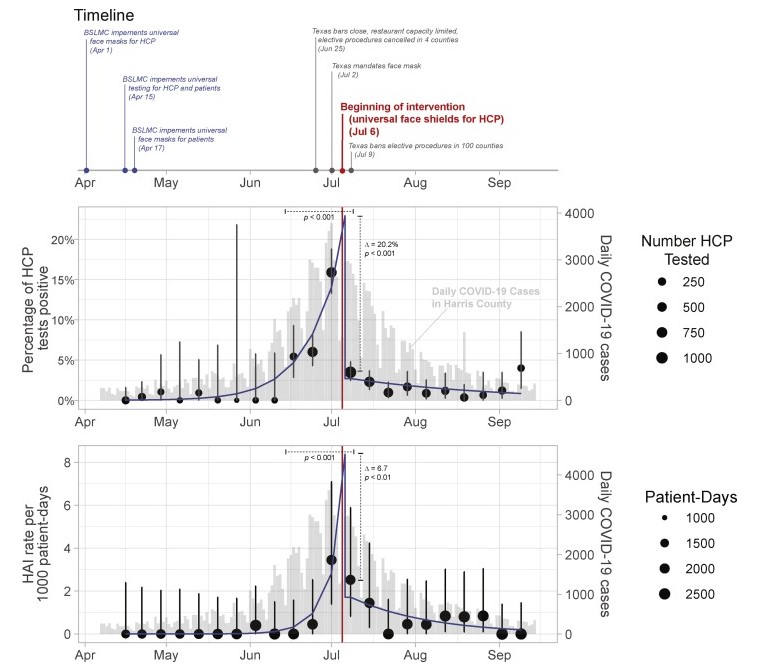
Courbes de dynamique épidémique avant et après intervention

Mayar Al Mohajer et col. ont mené une étude dans un hopital au Texas USA  comparant une période avant et après la mise en place d'écran faciaux pour tout le personnel de santé et tous les visiteurs à l’entrée dans l’établissement afin de contrer une augmentation des cas de SRAS-COV2 chez le personnel de santé et les patients hospitalisés. Il y avait une réduction marquée des infections dans le personnel de santé et les patients hospitalisés entre avant et après l’intervention. Ces résultats appuient l’utilisation universelle du bouclier facial dans le cadre d’une approche à multiples facettes dans les zones de transmission communautaire élevée du SRAS-COV2. Sur les 6 527 HCP testés, 246 avaient un résultat positif au test de dépistage du SRAS-COV2 (3,8 %). Au cours de la période de préintervention, le taux hebdomadaire de positivité chez le HCP est monté à 12,9 %. Au cours de la période d’intervention, le taux hebdomadaire de positivité chez les HCP a diminué à 2,3 %, montrant un changement de proportion  (22,9 % à 2,7 %, p < 0,001) et un changement très significatif de la pente post-intervention.
En Inde, M. Emmanuel Bhaskar et Santhanam Arun  ont étudié les contaminations avant et après mise en place d'écrans faciaux chez des travailleurs de la santé exposés. Avant les boucliers, 62 travailleurs (40 femmes) ont visité 5880 maisons avec 31 164 personnes et 222 personnes positives au test de dépistage du SRAS-CoV-2, entre le 4 et le 13 mai. Douze travailleurs (19%) ont été infectés au cours de cette période. Huit symptomatiques et 4 asymptomatiques. Quatre ont développé la désaturation et la difficulté respiratoire. La recherche des contacts des travailleurs qui ont donné un résultat positif a permis d’identifier 14 conducteurs de fourgonnettes qui ont été surveillés. Tous étaient asymptomatiques et testés négatifs entre les jours 7 et 10 après le contact avec les travailleurs.
Après l’introduction du bouclier facial, 50 travailleurs (auparavant non infectés) ont continué à fournir des conseils, visitant 18 228 maisons. Parmi les 118 428 personnes conseillées, 2 682 ont par la suite donné un résultat positif au test de dépistage du SRAS-CoV-2. Aucun ouvrier n’a développé l’infection asymptomatique ou symptomatique malgré l'exposition à  plus de 10 fois plus de malades.
La séroprévalence du SRAS CoV-2 parmi les agents de santé du Bronx a été étudiée. Les rapports de cotes avec régression logistique ont été utilisés pour évaluer les caractéristiques associées à la séroprévalence au SARS-COv 2 chez ces travailleurs de la santé. Le port d'un écran facial ou de lunettes était significativement associé à une réduction de la séropositivité avec un rapport de cotes non ajusté de 0.5 soit une réduction de risque de 50% (p=0.004; [0,36-0,84] IC 95%).